# L'Eco degli Esattori e Tesorieri Comunali
L'Eco degli Esattori e Tesorieri Comunali fu una rivista economica quindicinale pubblicata dal 1894 al 1947.
Fondata a Terranova Sappo Minulio (RC), fu diretta, fin dal suo apparire e per tutta la durata di stampa, dal segretario comunale Agostino Germanò.

## Storia
Il periodico vede la luce per i tipi della Tipografia Economica di Giuseppe Germanò, fratello del direttore, operante nella cittadina calabrese. Condirettori dell'iniziativa editoriale sono gli avvocati Gabriele Fimmanò, di Sant'Eufemia d'Aspromonte (ma di famiglia proveniente da Sinopoli) e Giovanni Alessio, di Molochio (ma nato a Varapodio). Redattori ordinari figurano il rag. Nicola Saccà, per tanti anni vicesegretario comunale a Terranova Sappo Minulio, ed i cavv. Francesco Della Torre e Girolamo Avenosi, quest'ultimo originario di Sinopoli ed anche lui segretario comunale di Terranova Sappo Minulio per lunghi anni.
Come esplicita la testata, si tratta di una pubblicazione chiaramente settoriale. 
Il periodico è specializzato in materia di ricorsi elettorali, di conti comunali e di imposte per le esattorie, in reclami avversi a decreti prefettizi, delle giunte provinciali, dei Consigli scolastici, del Ministero del Re, in commenti agli atti ufficiali, nelle procedure immobiliari e nella redazione di domande relative a rimborso “nel caso di devoluzioni”.
Interessanti e puntuali sono le risposte ai quesiti specifici inoltrati dai lettori (compenso fisso per le risposte lire 5, eccettuati gli abbonati che hanno diritto alla soluzione gratuita dei quesiti inviati).
Il prezzo di abbonamento annuo a L'Eco degli Esattori e Tesorieri Comunali è di lire 5.

## Collocazione bibliotecaria e note tecniche
«L'Eco degli Esattori e Tesorieri Comunali» è censito nel volume “Periodici calabresi dal 1811 al 1947”, a cura di Guerriera Guerrieri e Anna Caruso, Frama Sud, Chiaravalle Centrale, 1982, pag. 59.
È reperibile presso la Biblioteca Nazionale di Napoli, Biblioteca Calabra, gior. 124 (2) (e non come riportato nel volume di Guerrieri e Caruso in NA. B.N., nel quale, fra l'altro, il nome del direttore è indicato come Agostino Germani e non Germanò).
Gli otto numeri superstiti sono rilegati in miscellanea con altre pubblicazioni di varia natura e datano a partire dall'anno II, n. 9, 30 luglio 1895.
Appartenevano al fondo del “Circolo Calabrese” di Napoli ubicato in via San Giacomo a Toledo, n. 26, inviati dal direttore Germanò “in cambio” di altre pubblicazioni (come si legge in qualche numero accanto all'indirizzo) al direttore del Circolo dei calabresi residenti a Napoli. 
Alla chiusura del “Circolo Calabrese” di Napoli i numeri de L'’Eco degli Esattori e Tesorieri Comunali (con altro materiale d'archivio in dotazione al Circolo) sono stati versati dai responsabili dello stesso alla Biblioteca Calabrese della Nazionale di Napoli.
La pubblicazione è concepita dall'editor come un unicum organico da raccogliere e conservare, con repertorio delle leggi accluse, delle disposizioni, delle consulenze e dei pareri riportati in risposta ai tanti quesiti pervenuti.
I numeri ritrovati partono dalla seconda annualità, n. 9, 30 luglio 1895, pag. 16. 
Non sono stati reperiti gli otto numeri relativi al primo anno di vita del periodico (1894) ed alcuni del secondo anno (1895).
Comunque si ha certezza dell'avvio delle pubblicazioni nel 1894 non solo perché il primo numero della serie – come specificato – parte da pag. 65, ma anche perché nel n. 12, anno II, 30 settembre 1895 a pag. 96 si legge un avviso che si rivolge agli abbonati morosi: “Raccomandiamo vivamente ai nostri cortesi associati di mettersi in regola coi pagamenti. Molti di essi ci debbono l'abbonamento 1894; è troppo! Se non saremo esauditi, col prossimo numero cominceremo a pubblicare i nomi dei morosi”.
Fino al n. 12 (anno II, 30 settembre 1895) non si riscontrano lacune. Mancano i nn. 13-14-15-16 relativi all'annualità 1895 che si conclude con il n. 17 (in possesso).
Relativamente all'annualità 1896 (terzo anno di pubblicazione) si possiedono il n. 19 (15 febbraio 1896 con numerazione di pagina a partire da 145), il n. 23 (15 maggio 1896, con numerazione di pagina a partire da 177) e in prosecuzione il n. 24 (30 maggio 1896 fino a pagina 194). 
Allo stato attuale delle ricerche si ignora se siano state pubblicate altre annualità.
Il formato di stampa de L'Eco degli Esattori e Tesorieri Comunali è 16x26. 
Il periodico si compone di 8 pagine per numero, completo di copertina e quarta di copertina (utilizzata da indirizzario per la spedizione in “conto corrente colla posta”).

## Bacino di utenza
L'Eco degli Esattori e Tesorieri Comunali raggiunge un bacino di utenza molto vasto. 
Lo si arguisce dalle richieste di consulenze provenienti non solo dalla regione calabra (da Stalettì, in provincia di Catanzaro, da Rossano, in provincia di Cosenza, da Aieta, in provincia di Cosenza, da Palmi, in provincia di Reggio Calabria), ma da tutta Italia (da Matino, in Terra d'Otranto, in provincia di Lecce, da Castrogiovanni – che è il nome di Enna fino al 1927 -, da Matelica in provincia di Macerata, da Siliqua, in provincia di Cagliari, da Alcara Li Fusi, in provincia di Messina, da Ottaiano - come si chiamava fino al 1933 Ottaviano (NA), ecc.).
È probabile che siano gli enti comunali a farsi carico degli abbonamenti su interessamento dei rispettivi segretari.

## Il direttore e fondatore della rivista
Agostino Germanò (per la verità all'anagrafe Saverio Maria Agostino, noto come Agostino) è nato a Terranova il 25 luglio 1858, da Raffaele e Angela (o Mariangela) Avenosi. Ha sposato Caterina Cartolano originaria di Giffone e morta a Napoli l'8 settembre 1939. Da questa unione sono nati quattro figli: Giovanna, detta Gina (1898-1917); Raffaele (1901-1980), Bruno (1906-1963), medico chirurgo e ufficiale medico della Croce Rossa Italiana, Angela Clementina (1908-1968).

Giovanissimo diviene segretario comunale "patentato", prima supplente quindi stabilizzato, a Terranova Sappo Minulio, a Giffone, Santa Cristina e poi ancora a Terranova Sappo Minulio. Ha buona esperienza anche nel settore delle esattorie (è esattore a Oppido Mamertina) e nell'ambito dell'organizzazione scolastica (è Soprintendente Scolastico per tanti anni a Terranova Sappo Minulio). Più volte consigliere comunale ed in più di una occasione facente funzioni di sindaco sempre a Terranova Sappo Minulio. Nel 1899 espleta la funzione di Regio Commissario governativo nel comune di San Procopio., nel 1920 (vedi Gazzetta Ufficiale del Regno d'Italia,n. 94, Mercoledì 21 aprile 1920) a Giffone.

Agostino Germanò appartiene ad una famiglia con solide tradizioni nel settore amministrativo. Infatti, sia il padre Raffaele che il nonno Saverio sono stati segretari comunali a Terranova ed in altri comuni (il nonno a partire dal 1806). Anche un altro fratello di Agostino, Francesco, è stato segretario comunale tra Terranova, Giffone e Polistena, così come lo zio, Girolamo Avenosi, fratello della mamma, co-redattore, fra l'altro, de L'Eco degli Esattori e Tesorieri Comunali.

Germanò ha ispirato la rivolta di Terranova Sappo Minulio (con scaramucce già nel 1917) partecipandovi in prima fila.
Nel 1895 è stato eletto per acclamazione Presidente della Società cooperativa agricola operaja di Terranova, fondata insieme con i fratelli Francesco e Saverio e ad altri soci.

È morto a Terranova Sappo Minulio il 9 giugno 1935.
Le annate de L'Eco degli Esattori e Tesorieri Comunali sono state restaurate nel marzo 2003 dal prof. Agostino Formica e dal dott. Fausto Formica e pubblicate nello stesso anno in edizione anastatica.